# Форссберг, Лолотта
Фредрика Шарлотта «Лолотта» Форссберг (швед. Fredrika Charlotte «Lolotte» Forssberg; 1766—1840), — шведская дворянка и фрейлина, графиня Стенбок. Она была одна из самых обсуждаемых персон своего времени в Швеции, как возможный ребёнок короля Швеции Адольфа Фредрика. Принцесса София Альбертина Шведская исследовала историю её рождения в 1790-х годах и пыталась добиться признания её дочерью Адольфа Фредрика. Это не удалось сделать, хотя считается вполне вероятным, что она была незаконнорождённой дочерью короля.

## Ранняя биография
Официально Лототта Форссберг считалась дочерью служанки при королевском дворе, но ходили слухи, что она была ребёнком короля Адольфа Фредрика и знатной фрейлины Уллы фон Ливен. Королева Луиза Ульрика Прусская, как говорили, терпела все проделки своего мужа, пока он был сдержан и не заводил официальной любовницы, а король так никогда и не завёл себе открыто любовницу. Лолотта Форссберг была удочерена Эриком Форссбергом и Хедвигой Шарлоттой Д’Оршимон. Король Адольф Фредрик умер в 1771 году.
В итоге Форссберг был приставлена ко двору вдовствующей королевы Луизы Ульрики в качестве её приёмного ребёнка по предложению французской камеристки королевы Мишель Элизабет д’Иври. Вдовствующая королева была довольна Лототтой, называя её «малышкой» (La Petite).
Когда вдовствующая королева Луиза Ульрика умерла в 1782 году, она поручила заботу о Форссберг своей дочери, принцессе Софии Альбертине, попросив позаботиться о её благополучии. Форссберг описывалась как особа с большим обаянием, которое стало причиной того, что она стала так любима королевской семьёй. Например, в 1783 году она сопровождала принцессу Шарлотту в поездке за город. София Альбертина очень любила Форссберг, которая стала её компаньонкой.

## Расследование
В мае или апреле 1795 года во время обеда у Софии Альбертины было найдено письмо. Оно было адресовано безымянной женщине от другой безымянной женщины и описывало обстоятельства рождения и детства Форссберг, в то время неофициальной компаньонки Софии Альбертины.
В письме говорилось, что Форссберг родилась на седьмом месяце, будучи дочерью короля Адольфа Фредрика, и была оставлена на попечение купца. Мать открыто не указывалась, но, судя по формулировке, она могла быть либо королевой Луизой Ульрикой, либо любовницей Адольфа Фредерика. В 1776 году по предложению французской камеристки Луизы Ульрики, мадам Д’Иври, ребёнок был передан на попечение супруги французского гофмейстера вдовствующей королевы, после чего о ней заботилась сама вдовствующая королева, а её приёмная мать принесла клятву молчания. В письме также содержалась критика Софии Альбертины за то, что она не сделала Форссберг своей фрейлиной и не выдала её замуж за дворянина, что можно оправдать только тем, что она, возможно, не знала, что Форсберг — её сестра. Письмо было явно написано кем-то, кто знал о делах при дворе, и в нём также содержалась информация, которая казалась вполне вероятной.
Форссберг действительно выросла при дворе Луизы Ульрики по рекомендации мадам Д’Иври, а Луиза Ульрика относилась к Форссберг как к своему собственному ребёнку и обещала ей большое будущее. Она также взяла с Софии Альбертины обещание, что она всегда будет любить Форссберг и заботиться о ней, когда Луиза Ульрика умрёт.
София Альбертина и её невестка Гедвига Елизавета Шарлотта Гольштейн-Готторпская провели расследование по поводу этого письма и допросили приёмную мать Форссберг, которая заверила их, что она была её биологической матерью, но вела себя достаточно подозрительно, чтобы принцессы усомнились в том, что она говорит правду.
12 октября 1795 года Софья Альбертина получила анонимное письмо, адресованное ей самой, с почерком её матери и печатью..
Письмо было написано неизвестной женщиной, которая уверяла её в том, что Форссберг — её сестра, но что её приёмная мать никогда ничего не расскажет, и что Луиза Ульрика дала обещание Адольфу Фредрику, что этот факт не будет раскрыт при жизни Густава III по некоторым причинам, и что Луиза Ульрика устроила бы брак Форссберг с дворянином, если бы она не умерла раньше. Вместе с письмом пришёл свёрток с жемчужным ожерельем, бриллиантом и миниатюрным изображением Адольфа Фредрика.
30 ноября София Альбертина в сдержанной форме объявила в газете «Dagligt Allehanda» о розыске неизвестного автора письма.
София Альбертина к этому времени уже сама была убеждена в том, что Форссберг — её сестра, и поведала об этой истории фактическому регенту Густаву Адольфу Ройтерхольму и королевской семье.
В январе 1799 года София Альбертина рассказала эту историю министру юстиции графу Вахтмейстеру, который сказал ей, что верит в эту историю, но что Форссберг не может быть признана дочерью короля без доказательств. Король допросил приёмную мать Форссберг, которая отказалась признаться в чём-либо, сказав, что дала клятву хранить тайну, в результате король и министр юстиции провели собственное расследование.

## Публичное признание
В 1799 году София Альбертина публично объявила, что Форссберг — её сестра в Швеции и Германии. Это заявление вызвало скандал в Германии, и прусский королевский двор сначала отказался принять Софию Альбертину и Форссберг, когда они прибыли в Берлин. Густав IV Адольф, король Швеции, публично отрицал королевское происхождение Форссберг, но в конце концов согласился, чтобы она стала официальной фрейлиной Софии Альбертины и был представлена ко двору.
Среди знати ходили слухи, что Форссберг является дочерью короля Адольфа Фредрика и фрейлины Ульрики Элизабет фон Ливен, что считается весьма вероятной правдой, хотя и не подтверждённой. Согласно этой версии королева Луиза Ульрика должна была обещать сохранить историю рождения Форссберг в тайне и позаботиться о её будущем при условии, что отношения между Адольфом Фредриком и Ливен будут также храниться в тайне, так как она была глубоко оскорблена изменами своего супруга: в то время у Адольфа Фредрика также родился ещё один ребёнок от балерины, Маргариты Дю Лондель. Также отмечались сходства во внешности между Форссберг, Адольфом Фредриком и Ливен.
История происхождения Лолотты Форссберг (к тому времени графини Стенборг) была описана в 1799 году графом Фредриком Георгом Стремфельтом в письме к Элеоноре Шарлотте д’Альбедюлль (хотя там вместо 1766 был указан 1769 год):

«У королевы Луизы Ульрики была фрейлина по имени Улла Ливен, помолвленная с графом Пером Браге, сыном несчастного графа Эрика. В 1769 году она заболела и разрешилась „малышкой“, которая была дочерью Адольфа Фредрика. Королева была осведомлена об этом секрете, но из дружеских чувств к своей фрейлине, которая славилась добродетелью и хорошими нравами, а также, возможно, из-за крайней ревности, проявленной Её Величеством в отношении очаровательной актрисы и танцовщицы М. Л. Дюлондель, с которой у короля был сын Фредрикссон. Ревность, вызвавшая изгнание М. Л. Дюлондель из королевства, стала причиной обещания королевы своему мужу заботиться о ребёнке под обетом секретности. Те, кто видел графиню Стенбок в её молодые годы, а также портрет Уллы Ливен, не могут сомневаться в этой истории. Кроме того, она похожа на Адольфа Фредрика, и это объясняет, почему люди нашли такое сходство между ней и принцессой Софией Альбертиной».

София Альбертина призналась, что верит в то, что Ливен — мать Форссберг, но ей хотелось бы сохранить это в тайне и что она удивлена тем, что все подозревают одно и то же.

## Замужество и поздняя биография
Форссберг была помолвлена с графом Карлом Эдвардом Юльденстольпе, который разорвал помолвку в 1798 году (он женился на Вильхельмине Юльденстольпе, дочери мужа предполагаемой матери Лолотты Уллы фон Ливен), а в январе 1799 года — с графом Густавом Харальдом Стенбоком, придворным Софии Альбертины, который помогал ей в её расследовании. София Альбертина устроила брак между Форссберг и ним (родственником королевы Катарины Стенбок), необычный для женщины, которая официально считалась ребёнком служанки. Позднее говорили, что история о её королевском происхождении была придумана только для того, чтобы она могла выйти замуж за графа. Стенбок считал, что брак с Форссберг породнит его с королевской семьёй. Их брак был осмеян знатью как скандальный. Лолотта была официально представлена к королевскому двору 10 мая 1799 года Августой фон Ферзен.
Фаворитизм принцессы породил ещё и слух, что Форссберг на самом деле был тайным ребёнком самой Софии Альбертины. София Альбертина продолжала держать Форссберг в качестве своей официальной компаньонки в 1800 году, своей фрейлины в 1818 году и своей главной фрейлины в 1823 году. После смерти Софии Альбертины в 1829 году Форссберг была упомянута в её завещании.
Каково бы ни было истинное происхождение Форссберг, истории о её рождении были одними из самых обсуждаемых в ту эпоху при шведском дворе. Когда она вышла замуж в 1799 году, её называли «одной из самых обсуждаемых людей того времени».

## Потомство
В 30 с небольшим лет Форссберг родила ребёнка. В 1854 году её сын унаследовал поместье Сундбю в Орнё, которое находится в собственности у его потомков и по сей день.